# San Mateo
San Mateo é uma cidade da Guatemala do departamento de Quetzaltenango.